# Problem przesunięcia sofy

Pole sofy Hammersleya to 2,2074..., jednak nie jest to optymalne rozwiązanie problemu

Problem przesunięcia sofy – nierozwiązane do dziś zadanie, sformułowane przez austriacko-kanadyjskiego matematyka Leo Mosera w 1966 roku. Problem dotyczy znalezienia kształtu sofy o jak największym polu A, tak aby można było ją przesunąć w korytarzu o kształcie litery L szerokości 1. Otrzymane pole „A” jest określane jako „stała sofy”. Dokładna wartość stałej A nie jest znana.
Uniwersytet w Aalborgu wykorzystuje problem przesunięcia sofy jako zadanie pilotażowe dla studentów pierwszego roku matematyki i informatyki. Muszą oni spróbować rozwiązać ten problem w grupach.

## Dolne i górne kresy
Półkole o promieniu 1 spełnia warunki problemu i można je przesunąć przez narożnik. Pole takiej figury to {\displaystyle \pi /2\,\approx \,1{,}570796327} i jest to łatwe do uzyskania dolne ograniczenie na wartość stałej sofy.
John Hammersley otrzymał większe dolne ograniczenie {\displaystyle A\geqslant \pi /2+2/\pi \,\approx \,2{,}207416099,} tworząc sofę składającą się z dwóch ćwiartek kół po każdej stronie prostokąta 1 na 4/π, z wyciętym półkolem o promieniu {\displaystyle 2/\pi }.
Matematyk Joseph L. Gerver znalazł sofę dającą jeszcze wyższe ograniczenie na stałą sofy: 2,219531669....
Hammersley dowiódł natomiast prostym argumentem, że stała sofy może wynosić najwyżej {\displaystyle 2{\sqrt {2}}\,\approx \,2{,}8284}. W 2017 roku Yoav Kallus i Dan Romik udowodnili nową górną granicę wynoszącą 2,37.

## Prawdopodobne rozwiązanie problemu
2 grudnia 2024 roku na łamach portalu arXiv Koreańczyk Jineon Baek opublikował prawdopodobne ponad stustronicowe rozwiązanie problemu, w którym dowodzi, że sofa Gervera jest optymalnym kształtem sofy.